# 溴化銀
溴化銀（化学式：AgBr）是銀的溴化物。

## 制备
与氯化银一样，溴化银最常用的制备方法是用氢溴酸或碱金属溴化物与硝酸银反应得到：
{\displaystyle {\rm {MBr+AgNO_{3}\rightarrow AgBr\downarrow +MNO_{3}\,}}}， {\displaystyle {\rm {M=H\,}}}、碱金属
溴化银也以溴银矿的形式存在于自然界中。

## 性质
对光敏感的浅黄色固体。难溶于水，18-25°C时Ksp=5.35×10-13（兰氏化学手册数据）。为氯化钠型结构，两个离子都为八面体型六配位，晶格参数a=5.7745Å。
溴化银可溶于氢溴酸中，若将溶液稀释，则重新沉淀出溴化银。溴化银也可为硫代硫酸钠、氰化物和氨水所溶解，但受氨水溶解的反应比氯化银要慢得多。
容易受还原剂如锌还原：
{\displaystyle {\rm {2AgBr+Zn\rightarrow 2Ag+Zn^{2+}+2Br^{-}\,}}}
见光分解为银和溴单质：
{\displaystyle {\rm {2AgBr=2Ag+Br_{2}\,}}}
溴化银的光化学还原作用在卤化银中最强，因此它广泛用作照相底片的光敏物质。照相底片、印相紙的材料大部分都是溴化銀做的。當光線進入鏡頭時，溴化銀會依據曝光的程度而還原出不同厚度的銀金屬，高曝光區域還原較多的銀, 因此有較深的顏色。沖洗店會用溶劑洗去未曝光的溴化銀粒子，再將負片轉成照片顯影出來，而剩下的溴化銀粒子還可回收再使用。